# Порота
Порота представља облик учешћа лаика у суђењу који се остварује кроз формирање посебног тела, састављеног од 6-24 поротника - обичних грађана, насумично изабраних. Порота обично одлучује о фактичким питањима одређеног случаја, попут кривице окривљеног у кривичним поступцима где је употреба пороте и најчешћа. Порота је доминантна у земљама које су некада биле под британском влашћу али је јавља и у другим земљама Европе и света, обично у комбинацији са скабинским системом суђења.

## Историја пороте
Око корена настанка пороте постоје спорови у правној теорији, али се порота у данашњем смислу пре свега везује за Енглеску. Током историјског развоја у Енглеској, порота је прешла пут од доказног средства и пороте која је пресуђивала онако како је то желео судија до независног тела грађана које одлучује о одређеним питањима, пре свега фактичким. Поротни систем суђења је једна од главних одлика англосаксонског правног система, и као такав прихваћен је у земљама које прате ту традицију. Ту у првом реду спадају земље некадашње Британске империје, које су пороту задржале по стицању независности. Има и другачијих примера, као што је поновно увођење пороте у Русију, после више од 70 година паузе.

## Порота данас

### Енглеска и Велс
Учешће лаичког елемента у суђењу се у Енглеској данас јавља у два облика. Први облик је порота, а други облик учешћа су суђења која спроводе судије појединци лаици (lay magistrates).

#### Надлежност
Крунски судови (установљени као јединствени судови за кривична дела законодавном реформом 1971. године) надлежни су за сва кривична дела, с тим што нека кривична дела спадају обавезно у њихову надлежност (у пракси око 20% суђења односи се на ова дела) а у осталим случајевима такво суђење изабрао је окривљени. Сва суђења пред Крунским судовима дешавају се пред (увек професионалним) судијом појединцем и поротом. Што се тиче праксе (према подацима за 2002. годину), око 70% случајева који су упућени Крунским судовима оконча се признањем кривице окривљеног, на основу претходне нагодбе са тужиоцем. Пред поротом се решава око 30% случајева, нешто мање од 30,000.

#### Избор пороте
Пороту у Енглеској чини дванаест поротника, насумично изабраних из бирачког списка. У Енглеској није обичај да се избору, тј. елиминисању непожељних поротника посвећује толика пажња као у САД. Насумичан избор поротника предмет је критике, па је тако од угледних правних стручњака навођено да младићи и девојке од осамнаест или деветнаест година могу бити лаке жртве уцене или претње од стране окривљеног. У пороту не могу бити изабране особе чије занимање је у било каквој вези са правосуђем, као ни свештеници. Из пороте су дисквалификована (не изузета, ово је другачији институт који са собом повлачи кривичну одговорност лица које, иако дисквалификовано, буде у саставу пороте) лица осуђена на одређене затворске и условне казне. Постоји и могућност ад хок изузећа на основу специјалних личних прилика или обављања изузетно важне јавне дужности. Поротницима се исплаћује педесет фунти дневно првих десет дана суђења на име накнаде изгубљене зараде, а након тога та цифра може бити максимално сто фунти дневно. Такође им се исплаћује накнадна за оброке и разуман износ путних трошкова.

#### Поступак
Стране у поступку пред поротом изводе своје доказе вршећи презентовање материјалних доказа, испитивање и поновно испитивање сведока, експерата и других лица. Главна улога судије у овом делу поступка је да одлучује о правоваљаности доказа, и да спречи да докази који се из одређених разлога не могу употребљавати у поступку (нпр. о теорији “плодова отровног дрвета” посебно се води рачуна) утичу на пороту. По окончању изношења доказа, судија ће сумирати пороти дотадашњи ток суђења и све што је презентовано је а релевантно је за одлуку поротника. За разлику од САД, судија може у ово сумирање унети и извесну дозу субјективности, али добро маскирану и што је могуће индиректнију. Постоје предлози да се и ово право судије укине. Судија потом упућује пороту у релевантна правна питања, било усменим или писменим путем.
Порота потом доноси одлуку о чињеницама – да ли је окривљени учинио кривично дело, што је изражено кроз питање судије – guilty or not guilty? (крив или није крив). Порота одлучује у засебним просторијама и изолована од спољњег утицаја. Уколико поротници имају неко питање, везано за чињенице или право, оно мора бити постављено јавно, у судници тако да се у тим случајевима суд поново окупља. Порота има могућност да одређене доказе, пре свега физичке, понесе са собом у одају за разматрање. За пресуду је потребан сагласност десет поротника, а порота не образлаже своју одлуку. Пороти се не говори унапред да могу донети одлуку већином од десет поротника, већ се прво покушава доћи до једногласне одлуке. Према практичним упутствима британског министарства правде, судија не може да ову могућност саопшти поротницима док није протекло најмање два сата и десет минута њихове расправе без донете одлуке. Судија нема могућност да промени одлуку пороте, чак иако је она очигледно у супротности са изнетим доказима.
О даљим питањима у случају да је окривљени проглашен кривим одлучује судија. Порота може препоручити одређени став у одређивању казне (блажи или строжи) али то нема никакво обавезујуће правно дејство на судију. У изрицању казне порота нема учешћа, а само изрицање казне може се десити на одмах по изрицању пресуде пороте или касније.
На основу посебних извештаја прављених за потребе британске владе, препоручено је да се искључи поротно суђење у комплексним случајевима превара. То су пре свега случајеви везани за међународно и берзанско пословање, где обични поротници немају или имају врло мало искуства и познавања материје. Због тога су за такве случајеве установљене посебне пороте и ова суђења су специјализована.
Све речено за енглески поротни систем односи се и на Велс, који је у погледу правног система практично сједињен са Енглеском.

### Сједињене Америчке Државе

#### Преглед и историјат
Поротни систем у САД има традицију која сеже у британски колонијални период. По осамостаљивању петим, шестим и седмим амандманом на Устав САД установљено је поротно суђење у свим кривичним поступцима и у грађанским парницама чија вредност прелази двадесет долара независно да ли је поступак вођен пред федералним или судовима федералних јединица. Поротно суђење је загарантовано и свим уставима америчких држава. Америчко право иде даље од других земаља у привржености систему поротног суђења тако што уопште не предвиђа могућност непоротног суђења у кривичним стварима, што је могуће у Енглеској, Шкотској, Велсу и Канади.
Америчка порота дуго је имала врло широка овлашћења која су јој омогућавала да интерпретира право као и чињенице. Разлози леже у америчкој историји експанзије на запад и изградње државног система где је мањак школованих судија био сталан проблем. Порота је, као вишевековна установа, уживала веће поверење и њена моћ, за коју би се могла рећи да је била већа и од судијске, дуго је опстајала. У другој половини XIX века почиње борба за ограничавање права пороте, за коју британски и канадски правници и данас сматрају да су неоправдано велика, која у извесном смислу траје и данас. Још увек у две америчке државе порота има право да разматра и сва правна питања, а у тринаест може учествовати у одређивању дужине казне за тешка кривична дела. Поред тога, у државама где још увек постоји смртна казна, порота има велику улогу у њеном изрицању.

#### Регулисање поротног суђења
У САД не постоје универзална правила везана за пороту због тога што у овој области федералне јединице имају широку аутономију. Дуго је било општеприхваћено правило да порота мора бројити дванаест чланова (овде се мисли на судећу пороту) и да одлука поротника мора бити донета једногласно. Седамдесетих година двадесетог века различитим одлукама виших судова установљен је став да таква правила нису уставног карактера, те да и нису општеобавезна. И поред тога, састав пороте и једногласност и даље су присутни у највећем броју случајева.
Оно што је карактеристично за амерички правни систем је постојање у приближно половини савезних држава различитих врста порота, које представљају једини облик учешћа лаичког елемента у суђењу, пошто нема магистрата лаика енглеског типа, нити судија-поротника скабинског типа. Питањем да ли постоје довољни основи за суђење (довољни докази) бави се посебна, велика порота (Grand jury), где је такав систем прихваћен, која броји од 16-23 члана и пред којом се износе докази и сведочења. Уколико таква порота сматра да нема основа за суђење, кривични поступак се обуставља а уколико сматра да има, поступак се наставља пред судећом, малом поротом (petit jury) која, готово без изузетка, броји дванаест чланова. У одређеним крајевима САД, постоји и трећа врста пороте, која је задужена за изрицање казне окривљеном за кога је судећа порота рекла да је крив. У државама где не постоји велика порота, овај део поступка обавља судија појединац. У највећем броју случајева казну изриче професионални судија.
Сам ток суђења у великој мери је сличан енглеском из кога је и потекао. После извођења материјалних доказа и саслушавања сведока и вештака (експерата-сведока, expert witness) судија сумира ток поступка и упућује пороту у релевантна правна питања од значаја за њихову одлуку.
Порота углавном бира једног од својих чланова да буде primus inter pares који руководи дискусијом о доношењу пресуде и усмерава је ка једногласној одлуци. Тај члан пороте назива се foreman. У кривичним поступцима једногласност је неопходна, тако да и један поротник (који се у америчкој терминологији обично назива поротник-одметник, rogue juror) може довести до немогућности доношења одлуке. У таквим случајевима, проглашава се “неправилно суђење” (mistrial), порота се распушта и неопходно је ново суђење, са новом поротом.

#### Избор поротника
Избор пороте је у САД релативно компликован процес. Поротници се бирају из бирачког списка са простора на коме се простире месна надлежност одређеног суда. Постоји низ основа по коме неко не може бити у саставу пороте, а такође и сам поротник се може ослободити те дужности навођењем различитих разлога личне природе попут неопходности да се стара о деци, или чак да сам себе сматра пристрасним у конкретном случају и др. С обзиром да се за поротничку дужност плаћа релативно мали износ надокнаде, а да случајеви могу потрајати релативно дужи период, поротничка дужност је непопуларна у САД. Највећи број људи који добију позив за ту дужност избегавају да се одазову, иако је то начелно обавезно. Као добра илустрација става према служењу у пороти може да послужи изјава америчког писца Дејва Берија: “Шести амандман каже да ако сте оптужени за злочин, имате право на суђење пред поротом састављеном од људи који су били сувише глупи да се извуку из поротничке обавезе.”
Како би се постигла непристрасност у раду пороте, постоји законска обавеза да поротници буду изабрани кроз пресек свих слојева друштва. Ова обавеза је уведена како би се прекинула пракса порота састављених искључиво од мушкараца белаца, што је дуго био готово редован случај. Посебно лоше последице тако оријентисаних порота осећале су се на америчком југу, где су пороте у великом броју случајева ослобађале (противно изнетим доказима) белце оптужене за убиство црнаца .
Посебна пажња у САД придаје се елиминисању поротника за које се сматра да би могли да буду пристрасни. Обе стране у посупку имају право да елиминишу поротнике за које сматрају да би били наклоњенији другој страни. По овом питању се у САД развила обимна литература која би требало да помогне у избору поротника. Није редак случај и да се унајмљују посебни саветници за избор пороте, како се то десило у чувеном случају О Џеј Симпсона.
Поред свега реченог, чињенице из праксе су следеће: највећи број кривичних дела никада не стигне до поротног суђења, већ се завршава нагодбом (plea bargain) између јавног тужиоца и окривљеног. Иако бројке варирају од државе до државе, број случајева који се решава нагодбом креће се између 70 и чак 90% укупног броја. Зато не чуди да постоје правни писци који сматрају да би се читав амерички правосудни систем, независно од дуге и развијене праксе поротног суђења, урушио као кула од карата уколико би, којим случајем, била укинута могућност нагодбе.

### Шкотска
У Шкотској употреба пороте такође има дугу традицију. Постоје неколико специфичности пороте у Шкотској. Порота броји петнаест чланова, а за доношење одлуке се никада у историји Шкотске није тражила једногласност већ искључиво проста већина од осам чланова. Велика специфичност шкотског права је да порота поред одлуке да окривљени јесте или није крив, може донети и одлуку да “није доказано” (not proven verdict). Оваква одлука значи да порота сматра да нема довољно доказа да окривљени буде осуђен, али да је невиност окривљеног врло озбиљно доведена у питање. Правне последице овакве одлуке једнаке су ослобађајућој одлуци, али то обично значи велику друштвену стигматизацију окривљеног.

### Северна Ирска
У Северној Ирској порота функционише на врло сличан начин као и у Енглеској и Велсу. Једна од значајних разлика је да се суђења за терористичке акте изводе пред судијом појединцем. Ово је уведено услед тог што је током турбулентног периода северноирске историје постојала велика могућност утицања на поротнике. Очекује се релативно скоро укидање ових суђења и враћање и ових случајева у поротни систем.

### Аустралија и Нови Зеланд
У Аустралији на регулисање ове материје, слично САД, имају утицаја и аустралијске државе. Оно што је карактеристично је да испитивање поротника у погледу њихових личних ставова, прошлости и других личних питања (што се у САД назива voir dire, иако је то назив који у Енглеској има другачије значење) није дозвољено јер се сматра нарушавањем приватности. У зависности од делова Аустралије, број права на елиминисање одређених поротника из пороте креће се од три до осам. Што се тиче једногласности, већинске одлуке пороте допуштене су у пет федералних јединица а једногласне одлуке захтевају се у три федералне јединице.
На Новом Зеланду присутан је поротни систем енглеског типа, а већинске одлуке пороте уместо једногласности уведене су 2006. године.

### Канада
Канадски поротни систем релативно је сличан енглеском. Највећи број случајева суде судије појединци, а порота је загарантована у случајевима где може бити изречена казна затвора у трајању од пет година или тежа, као и у неким лакшим. Поротно суђење предвиђено је и у неким грађанским случајевима. За пресуде се захтева једногласност поротника.

### Индија
У Индији, која је у потпуности припадала англосаксонском правном кругу, док није почела да развија сопствено право, поротна суђења су постојала до 1959. године. Тада је институција пороте укинута после једног чувеног случаја који је узнемирио читаву индијску јавност, а где је порота упркос јаким доказима ослободила човека оптуженог за убиство.

### Русија
У Руској Федерацији поротно суђење има традицију која сеже у царски период, тачније у 1864. годину, када су та суђења званично уведена. Поротна суђења укинута су после Октобарске револуције, а поново су уведена 1993. године у кривичним случајевима. Иако је требало да поротна суђења постану свеприсутна у Руској федерацији до 2001. године таква суђења уведена су у само 8 од 89 конститутивних јединица РФ. Поред тога, као елеменат учешћа лаика у суђењу јављају се и судије-поротници, а окривљени у кривичним стварима може изабрати да му суди веће од тројице професионалних судија, веће састављено од судије професионалца и двојице судије-поротника или да му се суди пред поротом.
Карактеристично за руски поротни систем је да поротници не одлучују једноставно о питању крив/није крив, већ им се поставља списак од 100-400 питања везаних за случај на које морају да дају одговор, што је традиција царске Русије. Окривљеном који је оптужен за дело за које се може изрећи смртна казна мора се омогућити поротно суђење, а у складу са таквим прописом уставни суд Русије је 1999. године донео одлуку да се смртна казна не примењује у Русији док поротно суђење не буде уведено у свим деловима Руске федерације.